# Justicia campylostemon
Justicia campylostemon es una especie de planta floral del género Justicia, familia Acanthaceae.
Es nativa de Provincias del Cabo, KwaZulu-Natal, y Suazilandia.